# Tylecodon tenuis
Tylecodon tenuis ist eine Pflanzenart der Gattung Tylecodon in der Familie der Dickblattgewächse (Crassulaceae).

## Beschreibung
Tylecodon tenuis wächst als zwergige und kletternde Sukkulente mit einem einzelnen, ausgebreiteten Trieb aus einer knolligen wurzelnden Basis mit 2 cm Durchmesser. Das Fleisch der weichen Knolle ist weißlich und die Rinde nicht abschälend. Die zickzackförmig gebogenen Triebe sind bis 16 cm lang und 1,5 bis 2,0 mm im Durchmesser. Sie sind zuerst grün gefärbt und drüsenhaarig, anschließend mit weißen, erhabenen Längsrippen und mit kurzen, gestutzten, bis 1 mm langen Phyllopodien besetzt. Die fast stielrunden Blätter sind schmal elliptisch bis schmal verkehrt eiförmig ausgebildet, 8 bis 18 mm lang und haben einen Durchmesser von 4 bis 8 mm. Sie sind dicht mit langen und keuligen Haaren besetzt. Die Blattspreite ist auf der Oberseite gefurcht, an der Basis keilförmig und an der Spitze stumpf ausgebildet. 
Die Blütenstände bilden bis 4 cm lange, ausgebreitete Thyrsen mit 1 bis 3 Monochasien, die in jeweils 1 bis 3 aufrechten bis ausgebreiteten Einzelblüten enden. Die Kelchblätter sind dreieckig bis lanzettlich, die röhrige Blütenkrone ist 8 mm lang und grün gefärbt. An der Basis hat sie einen Durchmesser von 4 mm, zum Schlund hin ist sie leicht verengt und mit keuligen Drüsenhaaren besetzt. Die grünlichen Zipfel haben auf beiden Seiten rötliche Streifen. Die gelben Nektarschüppchen sind länglich, aufrecht und ausgerandet. Sie sind 1,5 mm lang und 0,5 mm breit. 

## Systematik und Verbreitung
Tylecodon tenuis ist in der südafrikanischen Provinz Westkap in der Sukkulenten-Karoo verbreitet. Die Erstbeschreibung erfolgte 1977 durch Hellmut Richard Tölken als Cotyledon pygmaea var. tenuis. Ein Jahr später kombinierte Tölken die Varietät um und stellte sie als Tylecodon pygmaeus var. tenuis zur Gattung Tylecodon. 1992 beschrieb Peter Vincent Bruyns die Pflanzen als eigene Art.